# Campeonato Sudamericano de Voleibol Femenino Sub-18 de 1988
El VI Campeonato Sudamericano de Voleibol Femenino Sub-18 se celebró en la ciudad de Chaco, Argentina en 1988. Los equipos nacionales compitieron por cuatro cupos para el Campeonato Mundial de Voleibol Femenino Sub-18 de 1989 realizado en Brasil.

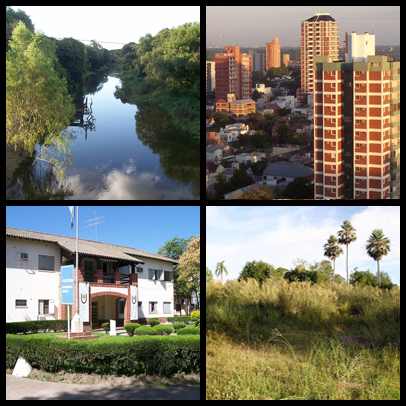
Chaco, sede del VI Campeonato Sudamericano de Voleibol Femenino Sub-18.

## Equipos participantes
- Argentina
- Brasil
- Chile
- Perú
- Uruguay

## Fase Única
| Pos | Equipo    | PJ | PG | PP | PTS |
| --- | --------- | -- | -- | -- | --- |
| 1   | Brasil    | 4  | 4  | 0  | 8   |
| 2   | Perú      | 4  | 3  | 1  | 7   |
| 3   | Argentina | 4  | 2  | 2  | 6   |
| 4   | Uruguay   | 4  | 1  | 3  | 5   |
| 5   | Chile     | 4  | 0  | 4  | 4   |

| – | Clasificado al Campeonato Mundial de Voleibol Femenino Sub-18 de 1989 |

## Posiciones Finales
| \| Pos \| Equipo \| \| --- \| --------- \| \| \| Brasil \| \| \| Perú \| \| \| Argentina \| \| 4 \| Uruguay \| \| 5 \| Chile \| | Campeón Brasil 4º Título |
| Pos | Equipo                   |
| | Brasil                   |
| | Perú                     |
| | Argentina                |
| 4 | Uruguay                  |
| 5 | Chile                    |